# لهاة المخيخ
لَهاةُ المخيخ (بالإنجليزية: Uvula of cerebellum)‏ هي أحد أجزاء الهامة من دودة المخيخ السفلية، وتُفصل على كلا الجانبين عن اللوزة بواسطة الثلم الأخدودي، وفي الجزء السُفلي له تتصل مع اللوزة بواسطة جِسر من المادة الرمادية حيث تظهر على سطحه على شكل أخاديد سطحية وبالتالي تسمى الشَريط المُخدد.

## معرض صور

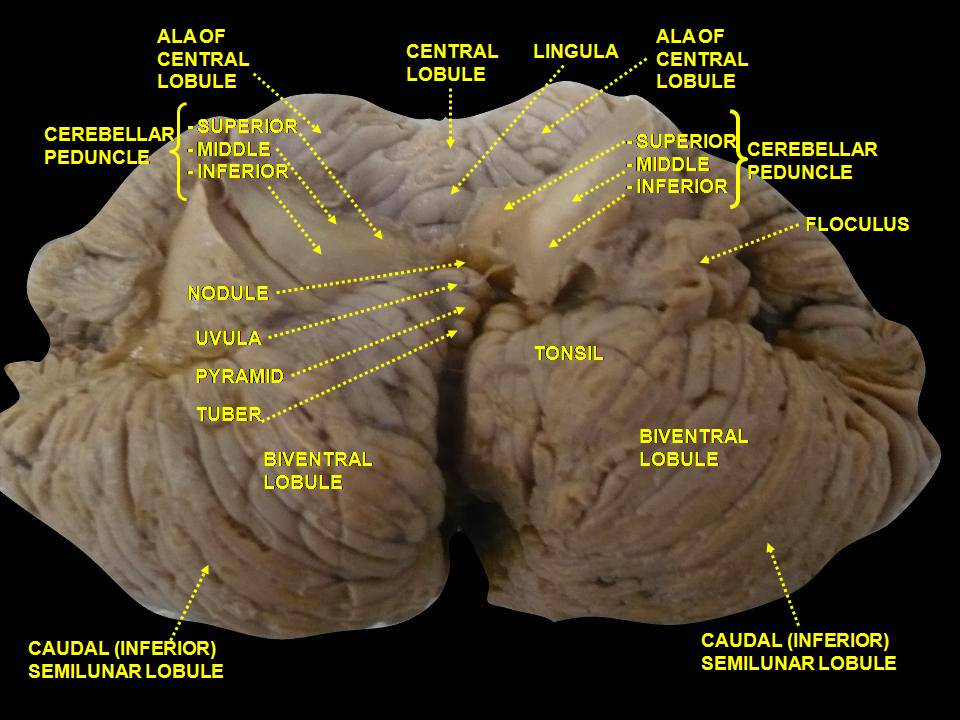
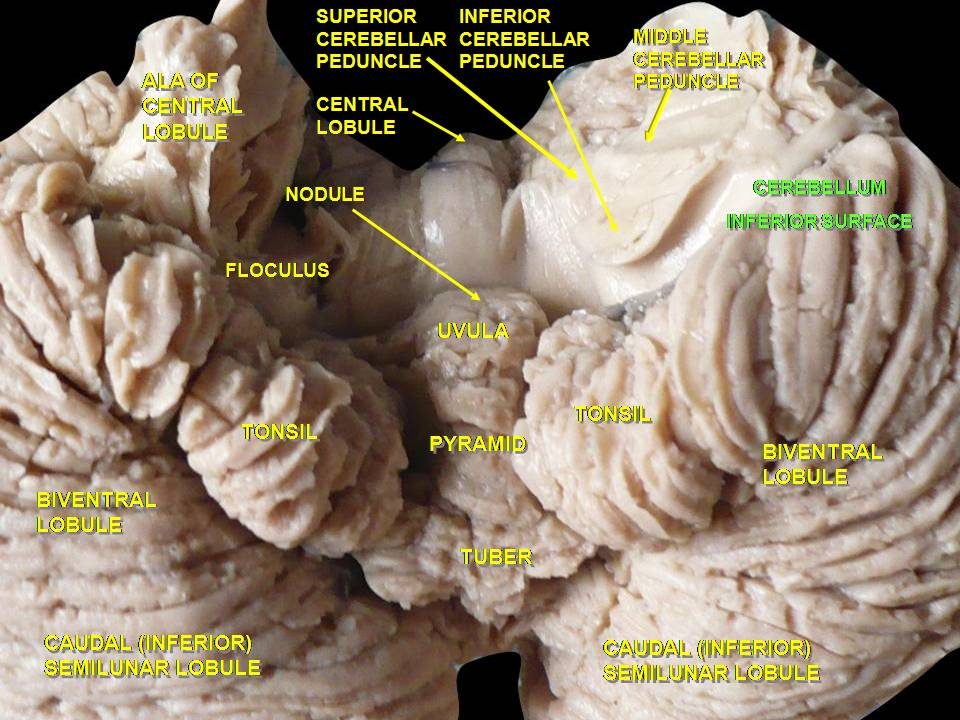
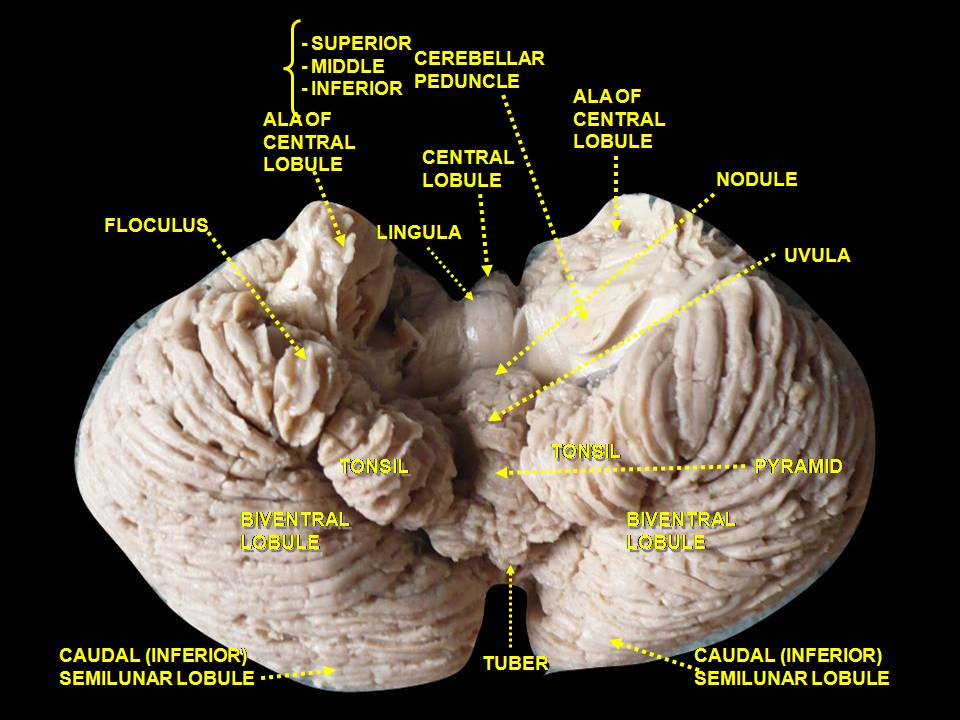